# European Hockey Federation
De European Hockey Federation of EuroHockey (Europese hockeyfederatie) is de overkoepelende organisatie voor hockey binnen Europa.
De leden zijn de verschillende hockeybonden in Europa, zoals de KNHB van Nederland en de KBHB van België. De EHF organiseert internationale landenwedstrijden, zoals het Europees kampioenschap, zowel indoor als outdoor. Tevens organiseerde de EHF de Europacup I en Europacup II en sinds 2007 de opvolger hiervan, de Euro Hockey League. Ook de Europacup zaalhockey wordt door de EHF georganiseerd.

## Voorzitters
- Pablo Negre (1969-1972)
- Alain Danet (1974-2003)
- Leandro Negre (2003-2008)
- Martin Gotheridge (2008-2011)
- Marijke Fleuren (2011-2023)
- Marcos Hofmann (2023-heden)